# Brontispa palauensis
Brontispa palauensis är en skalbaggsart som först beskrevs av Teiso Esaki och Michio Chujo 1940.  Brontispa palauensis ingår i släktet Brontispa och familjen bladbaggar. Inga underarter finns listade i Catalogue of Life.